# Diocese de Barcelona
A Diocese de Barcelona (em latim: Diœcesis Barcinonensis in Venetiola) é uma circunscrição eclesiástica da Igreja Católica situada em Barcelona, na Venezuela. Sua Sé é a Catedral de São Cristóvão de Barcelona.
Possui 49 paróquias servidas por 51 padres, contando com 1 362 279 habitantes, com 80% da população jurisdicionada batizada (1 089 663  batizados).

## História
A Diocesi foi erigida em 7 de junho de 1954 pela bula Summa Dei do Papa Pio XII, recebendo o território da Diocese de Ciudad Bolívar (atualmente arquidiocese), sendo sufragânea da Arquidiocese de Caracas.
Em 21 de junho de 1958 passou a fazer parte da província eclesiástica da Arquidiocese de Ciudad Bolívar, em que permaneceu até 16 de maio de 1992, quando se tornou sufragânea da Arquidiocese de Cumaná.
Em 31 de maio 2018, cedeu uma parte de seu território para o benefício da ereção da Diocese de El Tigre.

## Bispos
|                          | Nome                         | Período   | Notas                                 |        |
| Bispos                   | Bispos                       | Bispos    | Bispos                                | Bispos |
| ------------------------ | ---------------------------- | --------- | ------------------------------------- | ------ |
| 6°                       | Jorge Aníbal Quintero Chacón | 2014–     | Atual                                 |        |
| 5º                       | César Ramón Ortega Herrera   | 1998–2014 |                                       |        |
| 4º                       | Miguel Delgado Ávila, S.D.B. | 1991–1997 |                                       |        |
| 3°                       | Constantino Maradei Donato   | 1969–1991 |                                       |        |
| 2º                       | Ángel Pérez Cisneros         | 1960–1969 | Nomeado Arcebispo coadjutor de Mérida |        |
| 1º                       | José Humberto Paparoni       | 1954–1959 |                                       |        |
| Bispo auxiliar           |                              |           |                                       |        |
|                          | José Manuel Romero Barrios   | 2012-2018 | Nomeado Bispo de El Tigre             |        |
| Administrador Apostólico |                              |           |                                       |        |
|                          | César Ramón Ortega Herrera   | 1997-1998 | Bispo de Margarita                    |        |